# 河合谷高原
河合谷高原（かわいだにこうげん）は扇ノ山山腹の標高1000m付近に広がる高原。鳥取県内では稀な広さを持つ山嶺の高原である。
高原は農業・畜産業に利用されているほか、山菜採り、キャンプ、紅葉、スキーなどの行楽地になっている。

## 地形・地質
河合谷高原は扇ノ山の北麓西側の標高700-1100m付近にあり、広さはおよそ1000haある。
標高1309mの扇ノ山は第四紀を中心に火山活動をした死火山である。四方の標高1000m付近には、鮮新世から更新世に何度か噴出した溶岩が流れてできた溶岩台地が形成されている。「扇ノ山」の名は、これらの溶岩台地のなだらかな尾根の姿を左右にひらいた扇に見立てて呼ばれるようになったものとされている。こうした溶岩台地には南西斜面の広留野高原（若桜町・八頭町）、北西斜面の河合谷高原（鳥取市・岩美町）、北東斜面の上山高原（新温泉町）、畑ヶ平高原（新温泉町）がある。
河合谷高原は、第三紀の基盤である「河合谷流紋岩」（球顆流紋岩の一種）の上に、玄武岩質安山岩が溶岩台地を形成している。溶岩は大きく3層に分けられており、2層目と3層目の間と3層目の上に大山由来の火山灰が積層している。さらにその上を姶良火山灰(AT)が覆い、表土は黒ボクになっている。
溶岩台地の端部は標高700-800m付近で激しく侵食されて急峻な断崖やV字谷をつくりだしており、谷頭部には滝や速瀬が発達している。河合谷高原には千代川水系の袋川の源流があり、高原の西側に雨滝を中心に「四十八滝」と呼ばれる数多くの滝がある。一方、北側には堰止湖の天神池があり、ここを源流とする蒲生川が天神滝を経て北へ向かっている。
鳥取県は山陽側に比べて全般的に急傾斜であり、広い高原というのは数が少ない。大山や氷ノ山の山麓には広い高原があるが、標高が高い山嶺にあって広さのあるものは、河合谷高原や高清水高原などに限られている。

## 自然
河合谷高原でみられる主な植物としては、草花でリンドウ、キリンソウ、ムラサキシキブ、ウメバチソウ、イワウチワがあげられる。自然林の樹木としては、ヒメモチ、ブナ、ミネカエデ、ウリハカエデ、イタヤカエデ、ウコギ、ホオノキなどがあげられるほか、ツツジ、シャクナゲの季節には花が咲き乱れる。明治以降の開発で失われたブナ林などの植生を復元させようという取り組みも行われている。
特徴的な動物としては、鳥類でブッポウソウ、オオルリ、セッカ、蝶類でシータテハ、ギフチョウ、ウスイロヒョウモンモドキが挙げられる。

## 観光・行楽
河合谷高原へは、西の鳥取市国府町側から広域基幹林道が整備されているほか、北側の岩美町からの車道もあり、自家用車で行くことができる。麓からは中国自然歩道も整備されている。眺望は北方の浦富海岸、西方の湖山池・鷲峰山、さらに好天であれば大山を望み、約4kmで扇ノ山登頂も可能である。
春はウド、ゼンマイ、ワラビ、スズノコ（ササの一種スズタケの若芽）などの山野草が自生し、山菜採りの行楽地になっている。夏はキャンプ、秋は紅葉、冬は山スキーで人気がある。
特にスキーについては、氷ノ山よりも日本海側に近く、北斜面の河合谷高原は近隣でも降雪量が多いうえに雪が長く残るため、西日本としてはシーズンの遅くまでスキーが楽しめる場所として知られている。かつてはスキー場が整備されており、西日本では大山に次ぐ「第二の」ゲレンデとされていた。
一帯は氷ノ山後山那岐山国定公園に指定されており、高原には遊歩道なども整備され、公園として維持管理されている。

## 小史
伝承では貞観年間（859-877年）に「河合谷長者」と呼ばれる居住者がいた。しかしのちに廃れ、その後は山麓の村人が炭焼きや山菜を取る程度だった。
江戸時代には鳥取藩が因幡国と但馬国の国境を警備するため、河合谷高原に武士団を置いていた。また、豊臣秀吉による鳥取攻略遠征の際には、河合谷高原に陣を張ったと伝えられている。

### 河合谷牧場
明治時代には、牛の放牧地として利用されるようになった。特に大正中期には「小林牧場」が乳牛の育成で最盛期をむかえたが、昭和20年代に姿を消した。1977年（昭和52年）から1980年（昭和55年）にかけて県営の放牧・採草地が設けられ、共同の委託牧場で夏季に200頭前後の乳牛の放牧・育成と牧草の採取を行っている。

### 河合谷大根
国府町では鳥取平野の市街化が進み、耕作地が減少してきた。そこで1970年代の終わりごろから、河合谷高原での早生ダイコンの大規模生産の試みをはじめた。冷涼な気候を利用し、冬野菜であるダイコンを夏に出荷しようという事業で、山麓の農家9戸が約40haの畑を開墾した。ダイコンは連作障害の顕著な作物なので、毎年ブナ林を伐採して新たに畑をつくっていった。当時この事業には5億円あまりの県の予算が投じられた。
河合谷ダイコンは端境期に出荷されるうえ、やわらかさで評判になり、鳥取県の名産品の一つにった。最盛期の1989年（平成元年）には700トンを出荷し、売上が1億円を超えるなど一定の成果を得た。しかしダイコンの収穫作業は機械化できず手作業で行われるものであり、重たいダイコンの収穫や積み込みは高齢者には厳しいものだった。後継者もなく、1994年（平成6年）までに9戸の農家全てが撤退してしまった。
県ではダイコン生産を再開するため1995年（平成7年）に公社を設立し、開墾地を借り上げて新規入植者に貸し付ける事業を始めた。3年間は農業を継続することなどの条件で、そのかわりにその間の住居費や農機具費など600万円余りを県が負担するほか、支度金、公社による農業指導などを提供して全国から入植者を募った。県の想定では応募者は数名程度と見積もっていたが、テレビやラジオでとりあげられたことで280名もの応募があった。選考の結果、最終的に5戸の入植が決まった。
5戸全てがまったく農業経験のない脱サラ家庭で、それぞれ数百万円を負担して1996年（平成8年）に入植がはじまった。5月に耕作がはじまったが、この年は大雨と冷夏がたたって水分過剰となり、肌裂けを起こして売り物にならないダイコンが続出した。これに追い討ちをかけたのがO-157による食中毒事件である。この年、隣県の岡山で発生したO-157食中毒事件で8名もの死者が出たのを皮切りに各地で同様の事件が相次ぎ、7月に大阪で起きた食中毒ではカイワレ大根が原因と厚生省が発表した。これを受けて、生食向きの夏ダイコンの価格が暴落、ダイコン生産の採算が取れなくなった。入植者たちはアルバイトをして生活することを余儀なくされた。結局、最終的には入植者全戸が赤字を抱えて撤退した。
その後、耕地を借り受けて、大幅に規模を縮小してダイコンを栽培している農家もおり、「河合谷夏大根」の名で特産農産物として扱われている。一方、山中の耕作放棄地をブナ林へ戻す再生事業も行われている。